# Alex Mecum
Ephraim Karl Nielson más conocido como Alex Mecum (Lehi, 6 de diciembre de 1987) es un actor y modelo adulto pornográfico estadounidense.
El seudónimo del actor hace referencia a los nombres de sus padres (Alexander y Mecum) y lo utilizaba mucho antes de su debut en la industria del porno.

## Primeros años
Nació y creció en Lehi, Utah allí, fue educado en la fe mormona de la Iglesia de Jesucristo de los Santos de los Últimos Días En el pasado, también llegó a vivir en Nueva York y Kansas.
Cuando era un niño aprendió a tocar el piano. Además, por la carga que tenía la religión en su vida cotidiana, quiso renegar de la homosexualidad; pero fue incapaz. 
Más adelante, de 2007 a 2008, trabajó en Ivory Homes en Salt Lake City como Asistente de Supervisor, Ccam Enterprises en West Valley City como Técnico de Servicio (2008), Nu Skin Enterprises en Provo (2011), Becton, Dickinson and Company como Técnico Industrial Automatizado Mecánico de sistemas. (2011–2013) y Ultradent Products, Inc. en South Jordan como técnico (2014)
Estudió en la Universidad del Valle de Utah en Orem en  la facultad de matemáticas (2015-2016) e informática (2015-2018). Sin haber finalizado los estudios, decidió de mudarse temporalmente a Canadá.

## Carrera
Inicialmente, trabajó como fotomodelo erótico. También apareció en escenas en solitario en películas realizadas para la productora LegendMen.com Empezó su carrera como actor pornográfico gay en junio de 2015 tanto con una motivación económica como por interés genuino: conocía el mundo del porno gracias a que su novio de entonces había trabajado para Sean Cody. en CockyBoys Su primer filme, de la productora CockyBoys,  titulada Alex Mecum Fucks Justin Matthews en una escena con Justin Matthews. Posteriormente, comenzó a trabajar en Falcon Studios, y luego con Men.com Next Door Entertainment, Men At Play y Titan Media.
Apareció como el Capitán América en la parodia porno gay Capitán América: una parodia gay XXX en el 2016. También apareció en el documental de Charlie David I'm a Porn Star: Gay4Pay en 2016.
En enero de 2016, encabezó la lista de las cinco estrellas porno gays más buscadas en Male Pay Per View. Según Str8UpGayPorn, fue el actor porno gay más buscado en la web en el 2017 y ocupó el segundo lugar en el más buscado en 2018.
Junto con compañeros de profesión, animó públicamente a los estadounidenses a votar el 6 de noviembre de 2018 en las elecciones al Congreso de los Estados Unidos.